# 스페이스X 크루-9

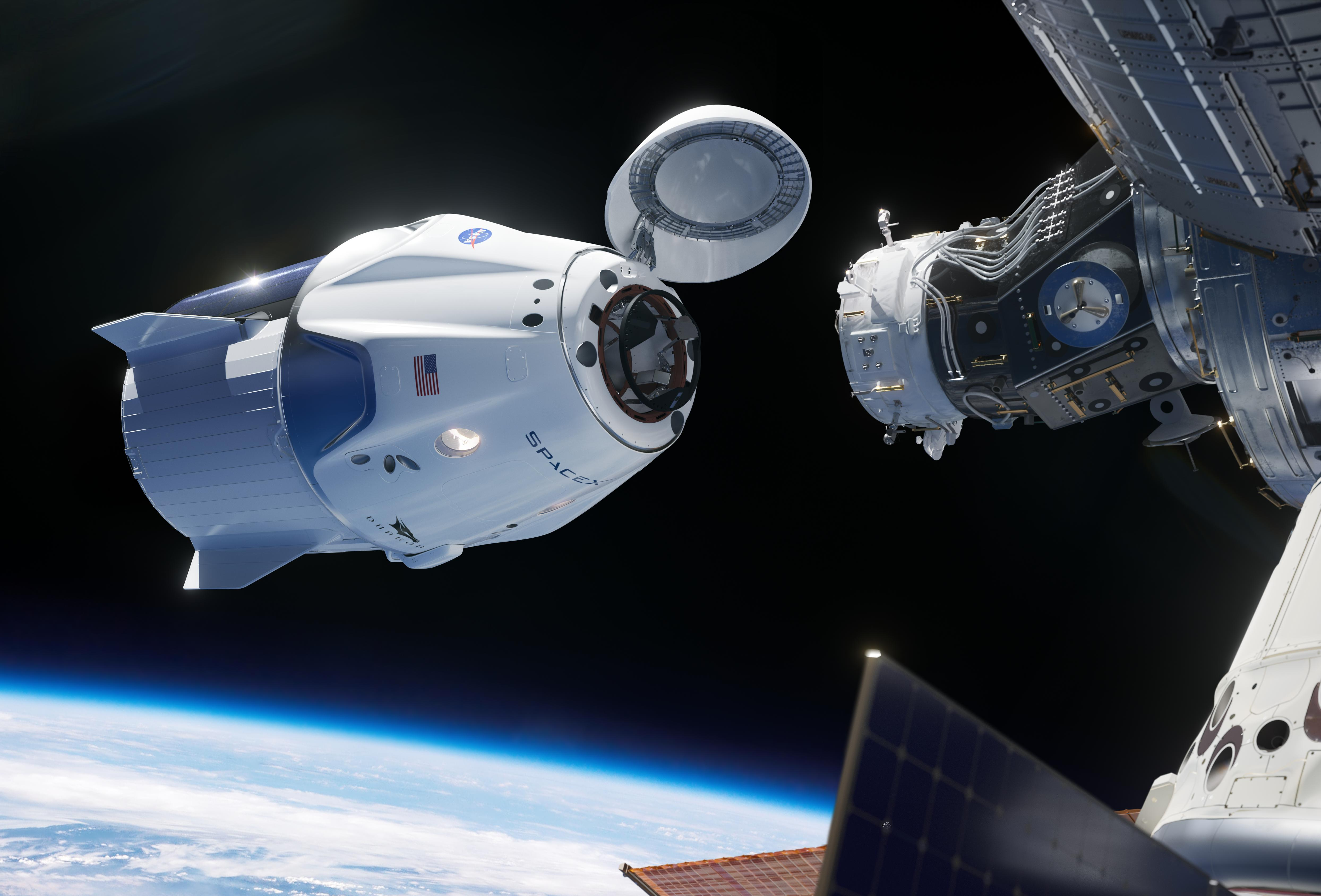
ISS의 하모니(Harmony) 전항에 접근하는 크루 드래곤(Crew Dragon)에 대해 예술가들이 그려낸 그림.

스페이스X 크루-9(SpaceX Crew-9)는 NASA 상업 승무원 수송 계획의 9번째 비행이자 크루 드래곤 우주선의 15번째 승무원 궤도 비행이 될 예정이다. 당초 2024년 8월 18일로 예정됐던 발사는 보잉 스타라이너(Boeing Starliner)의 기술적 문제로 인해 9월 26일로 연기됐다.
크루-9 임무는 크루 드래곤 우주선의 몇 가지 이정표가 될 것이다. 이는 케이프커네버럴 우주발사단지 40에서 발사되는 최초의 유인 임무이자 태평양에서의 물보라로 마무리되는 최초의 임무가 될 것이다.